# Hard en soft humanresourcemanagement
Hard humanresourcemanagement (hard HRM) en Soft humanresourcemanagement (soft HRM) zijn termen uit de bedrijfskunde en het humanresourcemanagement. Zij hebben betrekking op de wijze van het meten en evalueren van werknemersprestaties. Ze zien niet, in tegenstelling tot wat sommigen denken, op de bedrijfscultuur of de wijze waarin men met werknemers omgaat.

## Hard humanresourcemanagement
Hard HRM houdt in dat de werknemer wordt beoordeeld op meetbare prestaties. Dit kan op allerlei manieren gemeten worden, zowel met materiële als immateriële ijklatten. Men kan denken aan declarabele uren (advocaat), het aantal behandelde debiteuren (debiteurenbeheerder), het aantal behandelde klanten, het aantal versleepte dozen of kratten, of de tijd die men nodig heeft om van A naar B te komen (vrachtwagenchauffeur). Kenmerkend is dat er doelen worden gesteld die men zal moeten behalen. De advocaat moet bijvoorbeeld per jaar 1600 betaalde uren schrijven, de debiteurenbeheerder moet ten minste 25 debiteuren per dag bellen of aanspreken, de vrachtwagenchauffeur moet zijn lading in maximaal 2 dagen in Warschau afleveren. Bij de term "hard" HRM gaat dus om "tastbare" en "visueel waarneembare" resultaten (zoals ook in hardware en software).
Hard HRM wordt in veel gevallen gebruikt voor duidelijk meetbare prestaties, waar het bedrijf zelf op kan worden afgerekend. Meestal wordt hard HRM toegepast bij industriële ondernemingen, maar ook in de dienstensector.

## Soft humanresourcemanagement
In sommige gevallen, zeker waarbij de producten immaterieel zijn, wordt hard HRM als onbevredigend ervaren. Een advocaat zou volgens deze gedachtegang niet moeten worden beoordeeld op het aantal declarabele uren, maar op de kwaliteit van zijn werk. Een klant is immers ook niet tevreden als een advocaat uren declareert maar het probleem niet oplost. Ook aspecten als uitstraling, houding, kleding, etc. zullen een rol spelen in de beoordeling. 
Soft HRM let (mede) op de kwaliteit, en wordt als soft aangeduid omdat kwaliteit geen duidelijk omlijnd begrip, tastbaar of visueel waarneembaar is. Soft HRM ziet men vaak terug in de dienstensector en daar waar dienstverleners als ondersteunend personeel optreden (bedrijfsjurist).

## Geen opzichzelfstaande begrippen
Het lijkt verleidelijk om aan beide begrippen een waardeoordeel te koppelen. Beiden hebben echter hun voor- en nadelen. Hard HRM biedt bijvoorbeeld zekerheid, maar kan door werknemers ook als beklemmend worden ervaren ("ik moet mijn uren halen, anders..."). Soft HRM zal minder zekerheid, maar ook minder controle en druk om de doelen te halen genereren. Het is dan ook logisch dat puur hard HRM en puur soft HRM vrijwel niet bestaan. Een advocaat wordt bijvoorbeeld weliswaar sterk op de kwaliteit van zijn werk en zijn uitstraling beoordeeld, maar moet in veel gevallen tegelijkertijd een urenquotum halen. Het zal aan de vacature liggen welke balans het bedrijf in zijn HRM vindt, en hoe de resultaten van de werknemers gemeten worden.